# Alfredo Antoniozzi
Alfredo Antoniozzi (ur. 18 marca 1956 w Cosenzy) – włoski polityk, adwokat, poseł do Parlamentu Europejskiego VI i VII kadencji, parlamentarzysta krajowy.

## Życiorys
Ukończył w 1980 studia prawnicze, w 1981 rozpoczął prowadzenie praktyki adwokackiej.
Należał do Chrześcijańskiej Demokracji. Z jej ramienia od 1981 był radnym Rzymu. W okresie 1992–1994 kierował lokalnymi strukturami DC. Po jej rozwiązaniu przystąpił do Forza Italia. W 1995 i 2000 uzyskiwał mandat radnego regionu Lacjum.
W 2004 został wybrany do Parlamentu Europejskiego. W VI kadencji PE zasiadał w grupie Europejskiej Partii Ludowej i Europejskich Demokratów, pracował w Komisji Wolności Obywatelskich, Sprawiedliwości i Spraw Wewnętrznych. W 2009 został członkiem powołanego m.in. na bazie FI Ludu Wolności. W tym samym roku odnowił mandat europosła, który wykonywał do 2014. W 2013 przystąpił do partii Nowa Centroprawica. Później związał się z ugrupowaniem Bracia Włosi. W 2022 został wybrany do Izby Deputowanych.